# Восточный Шатору
Восто́чный Шатору́ (фр. Châteauroux-Est) — кантон во Франции, находится в регионе Центр, департамент Эндр. Входит в состав округа Шатору.
Код INSEE кантона — 3624. Всего в кантон Восточный Шатору входят 3 коммуны, из них главной коммуной является Шатору.

## Коммуны кантона
| Коммуна   | Население, чел | Почтовый индекс | Код INSEE |
| --------- | -------------- | --------------- | --------- |
| Деоль     | 8 734          | 36130           | 36063     |
| Монтьешом | 1 677          | 36130           | 36128     |
| Шатору    | 47 127         | 36000           | 36044     |

## Население
Население кантона на 2007 год составляло 17 022 человек.
| 1962 | 1968 | 1975 | 1982 | 1990 | 1999 | 2006   | 2007   |
| ---- | ---- | ---- | ---- | ---- | ---- | ------ | ------ |
| ?    | ?    | ?    | ?    | ?    | ?    | 17 146 | 17 022 |